# Ksawery Świerkowski
Ksawery Antoni Świerkowski (ur. 28 czerwca 1897 w Rzeżycy na Łotwie, zm. 12 maja 1979 w Warszawie) – polski bibliotekarz, bibliotekoznawca, dyrektor bibliotek naukowych.

## Życiorys
Syn Władysława i Malwiny ze Szrubowiczów. W latach 1919–1921 służył w wojsku łotewskim. Maturę zdał w 1925, a w 1929 ukończył studia na Wydziale Humanistycznym Uniwersytetu Warszawskiego. W okresie międzywojennym związany był z wieloma bibliotekami m.in. Uniwersytetu Warszawskiego (1922–1927), Ordynacji Krasińskich, Biblioteką Narodową (1938–1939) oraz z Warszawskim Biurem Biblioteki Polskiej w Paryżu. Pracował w Katedrze Historii Polski Nowożytnej Uniwersytetu Warszawskiego, Departamencie Budownictwa Ministerstwa Spraw Wojskowych oraz Zarządzie Centralnym Ministerstwa Oświaty. Od 1925 był wykładowcą w Wolnej Wszechnicy Polskiej i Rocznej Szkole Bibliotekarskiej.
Podczas II wojny światowej kierował ewakuacją zbiorów Biblioteki Publicznej m.st. Warszawy. Od sierpnia 1940 działał w konspiracji ps. „Bentkowski” w Oddziale VI (Biura Informacji i Propagandy) Komendy Głównej Armii Krajowej. Podczas powstania warszawskiego w Placówce Informacyjno-Radiowej „Anna” (radiostacja „Anna”), przy ul. Marszałkowskiej 62.
Po wojnie brał udział w zabezpieczaniu opuszczonych i wywiezionych księgozbiorów. W latach 1945–1951 pracował w Bibliotece Narodowej, w latach 1947–1948 pełnił obowiązki dyrektora i zastępcy dyrektora. W latach 1951–1957 kierował Biblioteką SGGW w Warszawie. W latach 1954–1961 był naczelnym redaktorem Słownika pracowników książki polskiej. Od 1957 do 1967 wykładał w Katedrze Bibliotekoznawstwa Uniwersytetu Warszawskiego.
Był aktywnym działaczem ZBP, ZBiAP oraz SBP.
Zmarł w Warszawie. Pochowany na cmentarzu Wawrzyszewskim (kwatera 14 C-3-9).

## Najważniejsze prace
- Karol Estreicher. Bibliografia prac jego i literatury o nim (1928),
- Dziesięć wieków książki. Chronologia (1949),
- Księgoznawstwo dla każdego (1971),
- Słownik biograficzny pracowników książki polskiej: zeszyt próbny Warszawa 1958.

## Odznaczenia
- Medal 10 Rocznicy Wojny Niepodległościowej (Łotwa)[4].